# Notre-Dame-du-Bon-Conseil (socken)
Notre-Dame-du-Bon-Conseil är en kommun av typen socken (municipalité de paroisse) i provinsen Québec i Kanada. Den ligger i regionen Centre-du-Québec i södra delen av provinsen, ungefär mitt mellan Montréal och provinshuvudstaden Québec. Kommunens yta är 87 kvadratkilometer och antalet invånare var 885 vid folkräkningen 2021.